# Аиша аль-Хурра
Аиша бинт Мухаммад аль-Хурра (араб. عائشة الحرة‎) — супруга Мухаммеда XI и Абу-ль-Хасана Али, а также мать Боабдиля. Аль-Хурра означает на арабском языке почитаемая, из-за того, что она считалась среди мусульман одним из живых потомков пророка Мухаммеда. Она была политически активна и оказывала влияние на государственную политику в последние годы существования Гранадского эмирата. Аиша — одна из самых известных женщин в истории этого государства.

## Биография
Аиша с рождения была членом правящей династии Насридов в Гранаде, будучи, вероятно, дочерью Мухаммеда IX аль-Галиба. Она лично владела несколькими дворцами и недвижимостью. Аиша была первой женой Мухаммеда XI, а после его смерти в 1455 году была выдана замуж его преемником Саидом за уже своего наследника — Абу-ль-Хасана Али. Её второй брак был, вероятно, попыткой заключить мир между соперничающими фракциями династии. Аиша была сослана в другой дворец вместе с сыновьями после того как её супруг влюбился в свою христианскую рабыню Исабель де Солис и женился на ней.
В 1482 году Аиша вступила в союз с оппозиционной партией Абенсерагов и добилась смещения своего мужа с престола в пользу сына. Аиша была политически активна во время правления своего сына Мухаммеда XII, более известного как Боабдиль. По некоторым сведениям, она также предотвратила притеснения христиан в Гранаде. В 1483 году она вела переговоры об освобождении своего сына, который был взят в плен Кастилией. Аиша была известна как радикальная патриотка, поскольку хотела продолжать сражаться насмерть, используя женщин, детей и стариков, даже несмотря на то, что армия Гранады была разбита Фердинандом Арагонским и Изабеллой Кастильской. Она обвинила в поражении неких предателей в эмирате, которые позволили себе изменить своей стране за большие суммы денег и имущества, убедив своего правителя сдать Гранадский эмират.
После падения Гранады в 1492 году Аиша последовала за своим сыном в изгнание — сначала в Альпухарры, а в 1493 году — в Фес.
Известная легенда гласит, что когда её свергнутый сын Боабдиль покидал Гранаду после её сдачи, он обернулся и посмотрел на неё, что Аиша сопроводила следующей репликой:
|  | Лей слёзы, как женщина, о том, чего не смог защитить как мужчина |